# سوتلانا نمالیایوا
سوتلانا ولادیمیرونا نمالیایوا (روسی: Светла́на Влади́мировна Немоля́ева؛ زادهٔ ۱۸ آوریل ۱۹۳۷) بازیگر اهل روسیه است.
از فیلم‌ها یا برنامه‌های تلویزیونی که وی در آن نقش داشته است، می‌توان به ون گوگ‌ها اشاره کرد.
وی همچنین برندهٔ جوایزی همچون هنرمند مردمی جمهوری شوروی فدراتیو سوسیالیستی روسیه شده‌است.